# Cchang-čou
Cchang-čou (čínsky pchin-jinem Cāngzhōu, znaky 沧州) je městská prefektura v Čínské lidové republice patřící k provincii Che-pej.
Celá prefektura má rozlohu 14 069 čtverečních kilometrů a v roce 2020 v ní žilo přes sedm a čtvrt milionu obyvatel.

## Poloha
Cchang-čou leží na východním kraji provincie Che-pej, od Pekingu, hlavního města země, je vzdáleno 180 kilometrů na jih, od velkého přístavního města Tchien-ťinu je vzdáleno 90 kilometrů. Severovýchodní hranicí mu je jihozápadní břeh Pochajské zátoky.
Přes Cchang-čou vede Železniční trať Peking – Šanghaj a také jím prochází Velký kanál.

## Správní členění
Městská prefektura Cchang-čou se člení na šestnáct celků okresní úrovně, a sice dva městské obvody, čtyři městské okresy, devět okresů a jeden autonomní okres.
| Sin-chua Jün-che okres · Cchang okres · Čching okres · Tung-kuang okres · Chaj-sing okres · Jen-šan okres · Su-ning okres · Nan-pchi okres · Wu-čchiao okres · Sien autonomní okres · Meng-cchun městský okres · Po-tchou městský okres · Žen-čchiou městský okres · Chuang-chua městský okres · Che-ťien |                |                       |                       |             |                                         |
| Název | Název          | Počet obyvatel (2010) | Počet obyvatel (2020) | Rozloha km² | Hustota zalidnění (obyv. na km²) (2020) |
| český přepis | znaky          | Počet obyvatel (2010) | Počet obyvatel (2020) | Rozloha km² | Hustota zalidnění (obyv. na km²) (2020) |
| Městské obvody |                |                       |                       |             |                                         |
| Jün-che | 运河区         | 308 454               | 511 086               | 119         | 4 291                                   |
| Sin-chua | 新华区         | 228 341               | 284 746               | 96          | 2 975                                   |
| Městské okresy |                |                       |                       |             |                                         |
| Che-ťien | 河间市         | 810 306               | 795 198               | 1 328       | 599                                     |
| Chuang-chua | 黄骅市         | 548 507               | 652 401               | 2 322       | 281                                     |
| Po-tchou | 泊头市         | 584 308               | 573 842               | 1 015       | 565                                     |
| Žen-čchiou | 任丘市         | 743 193               | 816 401               | 865         | 944                                     |
| Okresy |                |                       |                       |             |                                         |
| Cchang | 沧县           | 669 019               | 626 011               | 1 518       | 412                                     |
| Čching | 青县           | 402 137               | 420 878               | 988         | 426                                     |
| Chaj-sing | 海兴县         | 201 538               | 189 273               | 868         | 218                                     |
| Jen-šan | 盐山县         | 436 812               | 411 356               | 794         | 518                                     |
| Nan-pchi | 南皮县         | 366 232               | 347 473               | 793         | 438                                     |
| Sien | 献县           | 579 831               | 568 418               | 1 171       | 485                                     |
| Su-ning | 肃宁县         | 334 639               | 341 919               | 516         | 663                                     |
| Tung-kuang | 唐河县         | 356 502               | 340 288               | 707         | 481                                     |
| Wu-čchiao | 吴桥县         | 282 410               | 217 983               | 579         | 376                                     |
| Autonomní okres |                |                       |                       |             |                                         |
| Meng-cchun (chuejský) | 孟村回族自治县 | 202 571               | 203 507               | 390         | 522                                     |
| |                |                       |                       |             |                                         |
| Celkem | Celkem         | 7 054 800             | 7 300 783             | 14 069      | 519                                     |